# Frances Tiafoe
Frances Tiafoe (Hyattsville, 20 januari 1998) is een tennisspeler uit de Verenigde Staten van Amerika. Hij heeft drie ATP-toernooien gewonnen. Hij heeft vijf challengers op zijn naam staan.

## Palmares
| Legenda                       | Legenda               |
| ----------------------------- | --------------------- |
| Grand Slam                    |                       |
| Olympische Spelen             |                       |
| tot 2009                      | vanaf 2009            |
| Tennis Masters Cup            | ATP Finals            |
| ATP Masters Series            | ATP Tour Masters 1000 |
| ATP International Series Gold | ATP Tour 500          |
| ATP International Series      | ATP Tour 250          |

### Enkelspel
| Nr.                  | Datum            | Toernooi         | Ondergrond    | Tegenstander in finale  | Score               | Details |
| -------------------- | ---------------- | ---------------- | ------------- | ----------------------- | ------------------- | ------- |
| Gewonnen finales     |                  |                  |               |                         |                     |         |
| 1.                   | 25 februari 2018 | ATP Delray Beach | Hardcourt     | Peter Gojowczyk         | 6-1, 6-4            | Details |
| 2.                   | 9 april 2023     | ATP Houston      | Gravel        | Tomás Martín Etcheverry | 7–6(1), 7–6(6)      | Details |
| 3.                   | 18 juni 2023     | ATP Stuttgart    | Gras          | Jan-Lennard Struff      | 4–6, 7–6(1), 7–6(8) | Details |
| Verloren finales     |                  |                  |               |                         |                     |         |
| 1.                   | 6 mei 2018       | ATP Estoril      | Gravel        | João Sousa              | 4-6, 4-6            | Details |
| 2.                   | 31 oktober 2021  | ATP Wenen        | Hardcourt (i) | Alexander Zverev        | 5-7, 4-6            | Details |
| 3.                   | 1 mei 2022       | ATP Estoril      | Gravel        | Sebastián Báez          | 3-6, 2-6            | Details |
| 4.                   | 9 oktober 2022   | ATP Tokio        | Hardcourt     | Taylor Fritz            | 6-7(3), 6-7(2)      | Details |
| Gewonnen challengers |                  |                  |               |                         |                     |         |
| 1.                   | 7 augustus 2016  | Granby           | Hardcourt     | Marcelo Arévalo         | 6-1, 6-1            |         |
| 2.                   | 9 oktober 2016   | Stockton         | Hardcourt     | Noah Rubin              | 6-4, 6-2            |         |
| 3.                   | 23 april 2017    | Sarasota         | Gravel        | Tennys Sandgren         | 6-3, 6-4            |         |
| 4.                   | 14 mei 2017      | Aix-en-Provence  | Gravel        | Jeremy Chardy           | 6-3, 4-6, 7-6(5)    |         |
| 5.                   | 11 oktober 2020  | Parma            | Gravel        | Salvatore Caruso        | 6-3, 3-6, 6-4       |         |

### Dubbelspel
| Nr.                          | Datum         | Toernooi    | Ondergrond | Partner      | Tegenstanders in finale        | Score            | Details |
| ---------------------------- | ------------- | ----------- | ---------- | ------------ | ------------------------------ | ---------------- | ------- |
| Verloren finales herendubbel |               |             |            |              |                                |                  |         |
| 1.                           | 16 april 2017 | ATP Houston | Hardcourt  | Dustin Brown | Julio Peralta Horacio Zeballos | 6-4, 5-7, [6-10] | Details |

## Resultaten grote toernooien
| Legenda | Legenda                          |
| ------- | -------------------------------- |
| g.t.    | geen toernooi gehouden           |
| l.c.    | lagere categorie                 |
| –       | niet deelgenomen                 |
| G       | uitgeschakeld in de groepsfase   |
| 1R      | uitgeschakeld in de eerste ronde |
| 2R      | uitgeschakeld in de tweede ronde |
| 3R      | uitgeschakeld in de derde ronde  |
| 4R      | uitgeschakeld in de vierde ronde |
| KF      | uitgeschakeld in de kwartfinale  |
| HF      | uitgeschakeld in de halve finale |
| F       | de finale verloren               |
| W       | het toernooi gewonnen            |
| w-v     | winst/verlies-balans             |

### Enkelspel
| grandslamtoernooien  |      |     |      |      |      |      |      |      |      |    |      |
| Australian Open      | –    | –   | 2R   | 1R   | KF   | 1R   | 2R   | 2R   | 3R   | 2R | 2R   |
| Roland Garros        | 1R   | –   | 1R   | 1R   | 1R   | 1R   | 1R   | 2R   | 3R   | 2R |      |
| Wimbledon            | –    | –   | 2R   | 3R   | 1R   | g.t. | 3R   | 4R   | 3R   | 3R |      |
| US Open              | 1R   | 1R  | 1R   | 2R   | 2R   | 4R   | 4R   | HF   | KF   | HF |      |
| ATP Masters 1000     |      |     |      |      |      |      |      |      |      |    |      |
| Indian Wells         | –    | 2R  | 1R   | 1R   | 1R   | g.t. | 3R   | 3R   | HF   | 3R | 3R   |
| Miami                | –    | –   | 2R   | 4R   | KF   | g.t. | 4R   | 4R   | 3R   | 2R | 3R   |
| Monte Carlo          | –    | –   | –    | –    | –    | g.t. | –    | –    | –    | –  | 2R   |
| Madrid               | –    | –   | –    | –    | 3R   | g.t. | –    | 1R   | 3R   | 2R |      |
| Rome                 | –    | –   | –    | 1R   | 1R   | –    | –    | 1R   | 3R   | 2R |      |
| Montreal/Toronto     | –    | –   | 1R   | 3R   | –    | g.t. | 3R   | 2R   | 1R   | 1R |      |
| Cincinnati           | –    | –   | 3R   | 1R   | 2R   | 1R   | 2R   | 2R   | 2R   | F  |      |
| Shanghai             | –    | –   | 2R   | 1R   | 1R   | g.t. | g.t. | g.t. | 2R   | 3R |      |
| Parijs               | –    | –   | –    | 2R   | 1R   | –    | 1R   | KF   | 1R   | 1R |      |
| olympisch            |      |     |      |      |      |      |      |      |      |    |      |
| Olympische Spelen    | g.t. | –   | g.t. | g.t. | g.t. | g.t. | 2R   | g.t. | g.t. | –  | g.t. |
| statistieken         |      |     |      |      |      |      |      |      |      |    |      |
| totaal aantal titels | 0    | 0   | 0    | 1    | 0    | 0    | 0    | 0    | 2    | 0  | 0    |
| eindejaarsranking    | 176  | 108 | 79   | 163  | 47   | 59   | 38   | 19   | 16   | 18 |      |

### Dubbelspel
| toernooi             | 2014 | 2015 | 2016 | 2017 | 2018 | 2019 | 2020 | 2021 | 2022 | 2023 | 2024 |
| -------------------- | ---- | ---- | ---- | ---- | ---- | ---- | ---- | ---- | ---- | ---- | ---- |
| grandslamtoernooien  |      |      |      |      |      |      |      |      |      |      |      |
| Australian Open      | –    | –    | –    | –    | 1R   | –    | 1R   | 3R   | 1R   | –    |      |
| Roland Garros        | –    | –    | –    | 1R   | 1R   | –    | 1R   | 2R   | 2R   | –    |      |
| Wimbledon            | –    | –    | –    | 1R   | 1R   | –    | g.t. | –    | –    | –    |      |
| US Open              | 2R   | –    | –    | –    | –    | –    | –    | 1R   | 1R   | –    |      |
| ATP Masters 1000     |      |      |      |      |      |      |      |      |      |      |      |
| Indian Wells         | –    | –    | –    | –    | –    | –    | g.t. | –    | –    | 2R   |      |
| Miami                | –    | –    | –    | –    | –    | –    | g.t. | 1R   | –    | –    |      |
| Monte Carlo          | –    | –    | –    | –    | –    | –    | g.t. | –    | –    | –    |      |
| Madrid               | –    | –    | –    | –    | –    | –    | g.t. | –    | –    | 2R   |      |
| Rome                 | –    | –    | –    | –    | –    | –    | –    | –    | 2R   | KF   |      |
| Montreal/Toronto     | –    | –    | –    | –    | –    | –    | g.t. | –    | –    | –    |      |
| Cincinnati           | –    | –    | –    | –    | –    | –    | 1R   | 2R   | 1R   | 1R   |      |
| Shanghai             | –    | –    | –    | –    | –    | –    | g.t. | g.t. | g.t. | –    |      |
| Parijs               | –    | –    | –    | –    | –    | –    | –    | –    | –    | –    |      |
| olympisch            |      |      |      |      |      |      |      |      |      |      |      |
| Olympische Spelen    | g.t. | g.t. | –    | g.t. | g.t. | g.t. | g.t. | 2R   | g.t. | g.t. |      |
| statistieken         |      |      |      |      |      |      |      |      |      |      |      |
| totaal aantal titels | 0    | 0    | 0    | 0    | 0    | 0    | 0    | 0    | 0    | 0    | 0    |
| eindejaarsranking    | 536  | —    | 684  | 367  | 186  | 442  | 594  | 163  | 225  | 194  |      |

### Landencompetities
| Nr.              | Datum                | Toernooi   | Ondergrond    | Partner(s)                                                                                      | Tegenstanders in finale                                                                                                | Score                 | Details |
| ---------------- | -------------------- | ---------- | ------------- | ----------------------------------------------------------------------------------------------- | --- | --------------------- | ------- |
| Gewonnen finales |                      |            |               |                                                                                                 | |                       |         |
| 1.               | 23-25 september 2022 | Laver Cup  | Hardcourt (i) | Taylor Fritz Félix Auger-Aliassime Diego Schwartzman Alex de Minaur Jack Sock                   | Casper Ruud Rafael Nadal Stéfanos Tsitsipás Novak Djokovic Roger Federer Andy Murray Matteo Berrettini Cameron Norrie  | 13-8 (11 wedstrijden) | Details |
| 2.               | 8 januari 2023       | United Cup | Hardcourt     | Taylor Fritz Denis Kudla Hunter Reese Jessica Pegula Madison Keys Alycia Parks Desirae Krawczyk | Matteo Berrettini Lorenzo Musetti Andrea Vavassori Marco Bortolotti Martina Trevisan Lucia Bronzetti Camilla Rosatello | 4–0                   | Details |
| 3.               | 22-24 september 2023 | Laver Cup  | Hardcourt (i) | Taylor Fritz Tommy Paul Félix Auger-Aliassime Ben Shelton Francisco Cerúndolo                   | Andrej Roebljov Casper Ruud Hubert Hurkacz Alejandro Davidovich Fokina Gaël Monfils Arthur Fils                        | 13-2 (9 wedstrijden)  | details |
| Verloren finales |                      |            |               |                                                                                                 | |                       |         |
| 1.               | 22-24 september 2017 | Laver Cup  | Hardcourt (i) | Sam Querrey John Isner Nick Kyrgios Jack Sock Denis Shapovalov                                  | Rafael Nadal Roger Federer Alexander Zverev Marin Čilić Dominic Thiem Tomáš Berdych                                    | 9-15 (12 wedstrijden) | Details |
| 2.               | 21-23 september 2018 | Laver Cup  | Hardcourt (i) | Kevin Anderson John Isner Nick Kyrgios Jack Sock Diego Schwartzman                              | Roger Federer Novak Đoković Alexander Zverev Grigor Dimitrov David Goffin Kyle Edmund                                  | 8-13 (11 wedstrijden) | Details |